# Desa Ombarade
Desa Ombarade är en administrativ by i Indonesien.   Den ligger i provinsen Nusa Tenggara Timur, i den södra delen av landet, 1 400 km öster om huvudstaden Jakarta. Desa Ombarade ligger på ön Pulau Sumba.